# 철정초등학교
철정초등학교는 대한민국 강원특별자치도 홍천군 두촌면 철정리 1185-1에 있었던 공립 초등학교이다.

## 학교 연혁
- 1935년 9월 19일 두촌공립보통학교 부설 한계간이학교 인가
- 1941년 4월 1일 철정공립국민학교 승격
- 1985년 9월 5일 병설유치원 개원
- 1996년 3월 1일 철정초등학교로 개칭
- 2014년 3월 1일 두촌초등학교로 통합